# Genepì (liquore)
Il genepì (o génépy) è un liquore tipico della Savoia,  del Piemonte e della Valle d'Aosta, ottenuto dalla macerazione in alcool di artemisie alpine.

## Storia
Di origine antichissima, il genepì è tradizionalmente utilizzato come digestivo. Si produce attraverso l'infusione prolungata in soluzione idroalcolica a freddo oppure la distillazione d'infuso di steli fiorali di genepì nero (Artemisia spicata) e/o genepì bianco (Artemisia umbelliformis), con l'aggiunta di sciroppo di zucchero. La gradazione varia dai 30° ai 42°.

## Riconoscimenti
Nel 2012 il Genepì del Piemonte ha ottenuto il riconoscimento dell'indicazione geografica, poi seguìto nel 2014 dal Genepì delle Alpi (o in francese, Génépi des Alpes) e nel 2020 dal Genepì della Valle d'Aosta (o in francese, Génépi de la Vallée d'Aoste).